# Parc Nacional dels Everglades

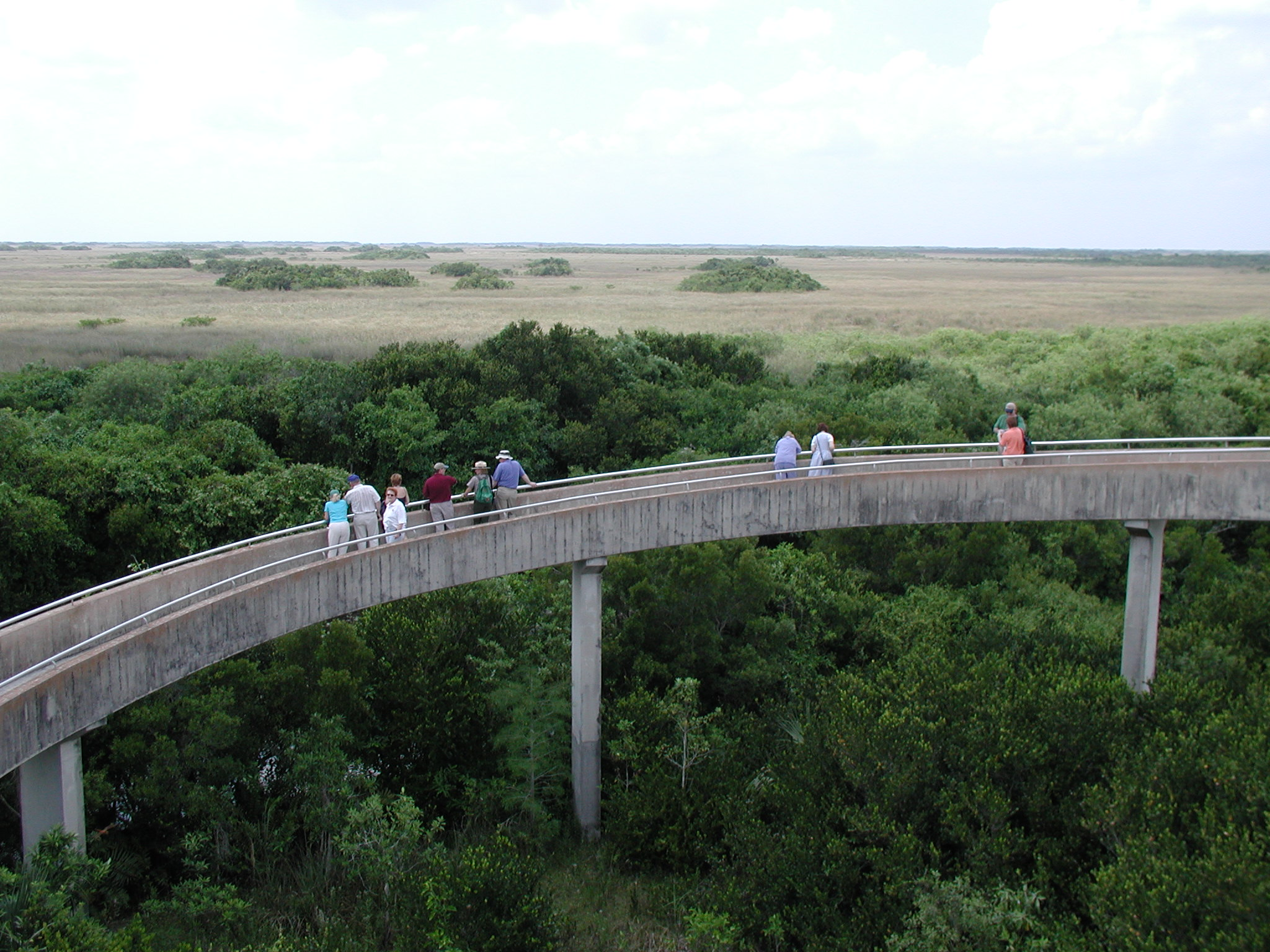
Una passarel·la elevada al parc

El Parc Nacional dels Everglades (Everglades National Park) és un parc nacional situat a Florida, al sud-est dels Estats Units, que protegeix un 25 % dels Everglades originaris. És la més gran àrea salvatge subtropical dels Estats Units. Gairebé un milió de persones visiten el parc cada any. Amb una superfície de 6.104,8 quilòmetres quadrats, és el tercer parc nacional més gran dels 48 estats contigus després del Parc Nacional de la Vall de la Mort i el Parc Nacional de Yellowstone. Ha estat declarat Reserva de la Biosfera, Patrimoni de la Humanitat, i una Zona Humida d'Importància Internacional, i és només un dels tres llocs del món que apareix en aquestes tres llistes. Everglades vol dir 'aiguamolls eterns' en anglès i va ser conegut pels espanyols com Cañaveral de la Florida.
A diferència de la majoria dels parcs nacionals dels Estats Units, el Parc Nacional dels Everglades va ser creat per protegir un ecosistema fràgil en lloc de protegir un element geogràfic prominent o paisatgístic. Els Everglades són zones humides creades per un riu lent que s'origina al llac Okeechobee alimentat pel riu Kissimmee, que flueix al sud-oest a uns 0,40 quilòmetres al dia fins a la badia de Florida. El parc protegeix un ecosistema interrelacionat de pantans i boscos que es manté per les forces naturals. Trenta-sis espècies amenaçades o protegides viuen al parc, incloent-hi la pantera de Florida, el cocodril americà i el manatí del Carib. El parc protegeix la major àrea salvatge a l'est del riu Mississippi. És l'hàbitat més important dels ocells limícoles tropicals d'Amèrica del Nord, i conté l'ecosistema de manglars més gran de l'hemisferi occidental. Més de 350 espècies d'aus, 300 espècies de peixos d'aigua dolça i salada, 40 espècies de mamífers i 50 espècies de rèptils viuen al Parc Nacional dels Everglades. Tota l'aigua dolça del sud de Florida, que s'emmagatzema a l'aqüífer Biscaí, es recarrega al parc.

## Geografia

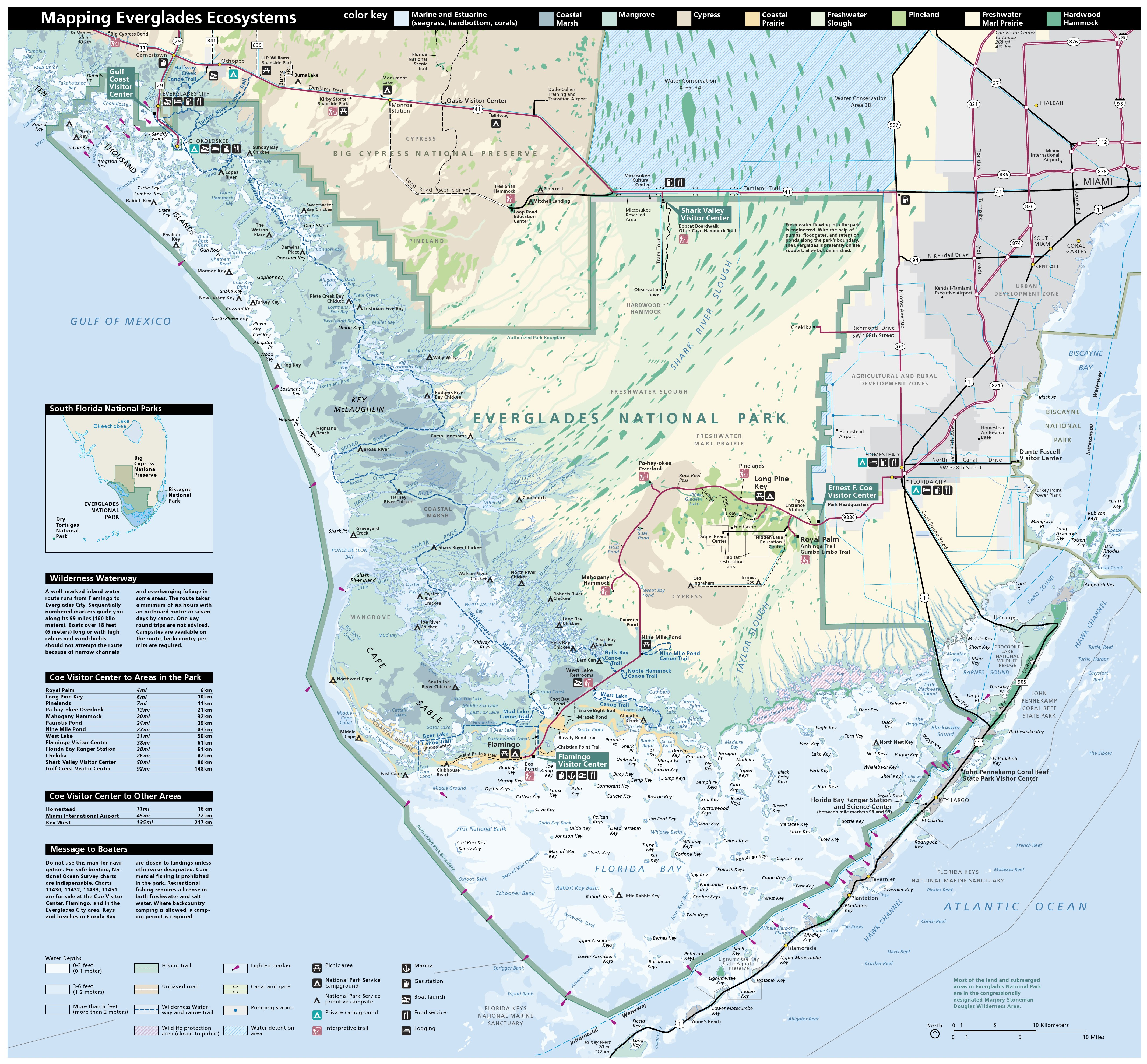
Mapa del parc

El parc nacional dels Everglades cobreix 6.100 km², als comtats de Dade, Monroe i Collier de Florida, a l'extrem sud de la plana costanera atlàntica. L'elevació normalment oscil·la entre 0 i 2,4 m sobre el nivell del mar, però un monticle de petxines construït per Calusa a la costa del golf s'eleva 6,1 m sobre el nivell del mar.

## Geologia
El terreny del sud de la Florida és relativament i constantment pla. La pedra calcària que subjau als Everglades és integral als diversos ecosistemes del parc. Florida va ser una vegada part de la part africana del supercontinent Gondwana. Després que es va separar, les condicions van permetre que un entorn marí poc profund diposités carbonat de calci a la sorra, les petxines i el corall per fer-se pedra calcària. Petits trossos de closca, sorra i briozous comprimits sobre múltiples capes formant estructures a la pedra calcària anomenades ooides, que van crear condicions permeables que contenen l'aigua.
La península de Florida va aparèixer sobre el nivell del mar fa entre 100.000 i 150.000  anys. A mesura que el nivell del mar va augmentar al final de l’edat de gel de Wisconsin, el nivell freàtic va aparèixer més a prop de la terra. El llac Okeechobee va començar a inundar-se i es van crear tempestes de convecció. Els grans dipòsits de torba al sud del llac Okeechobee indiquen que s'havien produït inundacions regulars fa uns 5.000 anys. Les plantes van començar a migrar, les subtropicals de la part nord de Florida i les tropicals portades com a llavors pels ocells de les illes del Carib. La plataforma de pedra calcària sembla plana, però hi ha lleugeres pujades —anomenades pinacles— i depressions provocades per l'erosió de la pedra calcària per les propietats àcides de l'aigua. La quantitat de temps durant l'any que l'aigua està present en un lloc dels Everglades determina el tipus de sòl, dels quals només n'hi ha dos als Everglades: la torba, creada per molts anys de matèria vegetal en descomposició, i la marga, resultat de l'assecat. periphyton, o trossos d'algues i microorganismes que creen un fang grisenc. Les parts dels Everglades que romanen inundades durant més de nou mesos a l'any solen estar cobertes per torba. Les zones inundades durant sis mesos o menys estan cobertes de marga. Les comunitats vegetals estan determinades pel tipus de sòl i la quantitat d'aigua present.

## Clima
Segons el sistema de classificació climàtica de Köppen, Royal Palm at Everglades National Park té un clima tropical monsònic (Am). Els estius són llargs, calorosos i molt humits i els hiverns són càlids i secs.

## Hidrografia
Tot i que són comuns a la part nord de Florida, no hi ha fonts subterrànies que alimentin d'aigua el sistema dels Everglades. Un embassament subterrani anomenat aqüífer de Florida es troba a uns 300 m sota la superfície del sud de Florida. Els Everglades tenen una immensa capacitat d'emmagatzematge d'aigua, a causa de la pedra calcària permeable sota la terra exposada. La major part de l'aigua arriba en forma de pluja, i una quantitat important s'emmagatzema a la pedra calcària. L'aigua que s'evapora dels Everglades es converteix en pluja sobre les àrees metropolitanes, proporcionant el subministrament d'aigua dolça a la regió. L'aigua també flueix al parc després de caure com a pluja cap al nord a les conques hidrogràfiques del riu Kissimmee i altres fonts del llac Okeechobee, per aparèixer als Everglades dies més tard. L'aigua desborda el llac Okeechobee en un riu de 64 a 113 km d'ample, que es mou quasi imperceptiblement.

## Ecosistemes
A principis del segle xx, els conceptes comuns del que s'hauria de protegir als parcs nacionals invariablement incloïen característiques geològiques formidables com muntanyes, guèisers o canons. A mesura que la població de Florida va començar a créixer significativament i es van desenvolupar àrees urbanes properes als Everglades, els defensors de l'establiment del parc van tenir dificultats per persuadir el govern federal i la gent de Florida que els ecosistemes subtils i en constant canvi dels Everglades també eren igual de dignes de protecció. Quan el parc es va establir l'any 1947, es va convertir en la primera àrea dels Estats Units a protegir la flora i la fauna natives d'una regió en lloc del paisatge geològic. El Servei de Parcs Nacionals reconeix nou ecosistemes interdependents diferents dins del parc que canvien constantment de mida a causa de la quantitat d'aigua present i altres factors ambientals.

### Marges d'aigua dolça i prades de margues

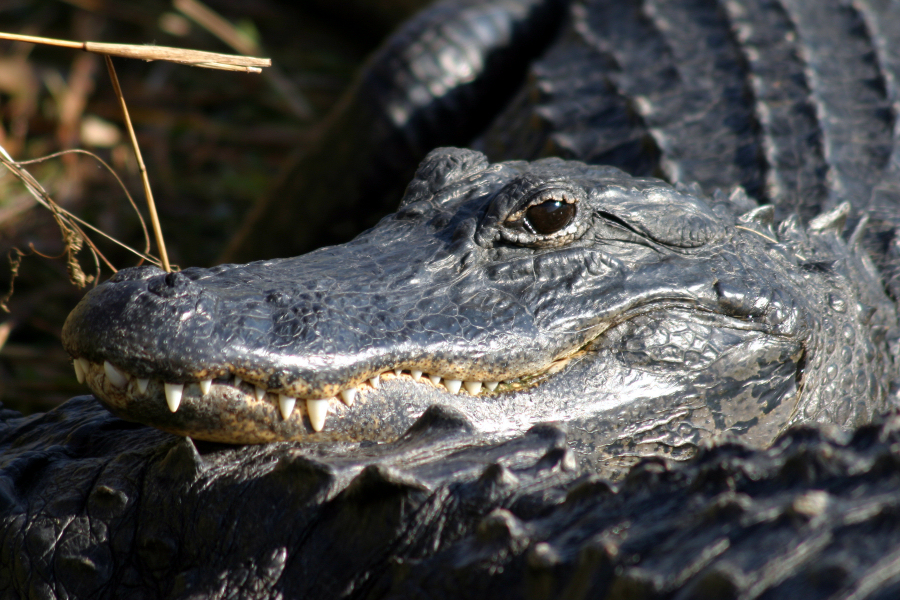
Els caimans prosperen a les margues d'aigua dolça

Els aiguamolls d'aigua dolça són potser l'ecosistema més comú associat al Parc Nacional dels Everglades. Aquests canals de drenatge es caracteritzen per zones baixes cobertes d'aigua dolça, que flueixen a uns 30 m per dia, gairebé imperceptibles. Shark River Slough i Taylor Slough són característiques importants del parc. El cladium creix fins a una alçada de 1,8 m o més, i les plantes de pantans de fulla ampla, són tan destacades en aquesta regió que van donar als Everglades el malnom de Riu d'herba, cimentat en l'imaginari públic en el títol del llibre de Marjory Stoneman Douglas (1947), que va culminar anys de la seva defensa per considerar l'ecosistema dels Everglades com més que un pantà. Excel·lents llocs d'alimentació per als ocells, els panxos dels Everglades atreuen una gran varietat de limícols com ara garses, garcetes, becplaners rosats (Platalea ajaja), ibis i pelicans marrons (Pelecanus occidentalis), així com carraus (Aramus guarauna) i caragolers comuns que menja cargols poma, que al seu torn s'alimenten de l'herba serra. La disponibilitat de peixos, amfibis i ocells joves a les marjades atrau una gran varietat de tortugues d'aigua dolça, caimans (Alligator mississippiensis), mocassins d'aigua (Agkistrodon piscivorus conanti) i Cròtal adamantí (Crotalus adamanteus).

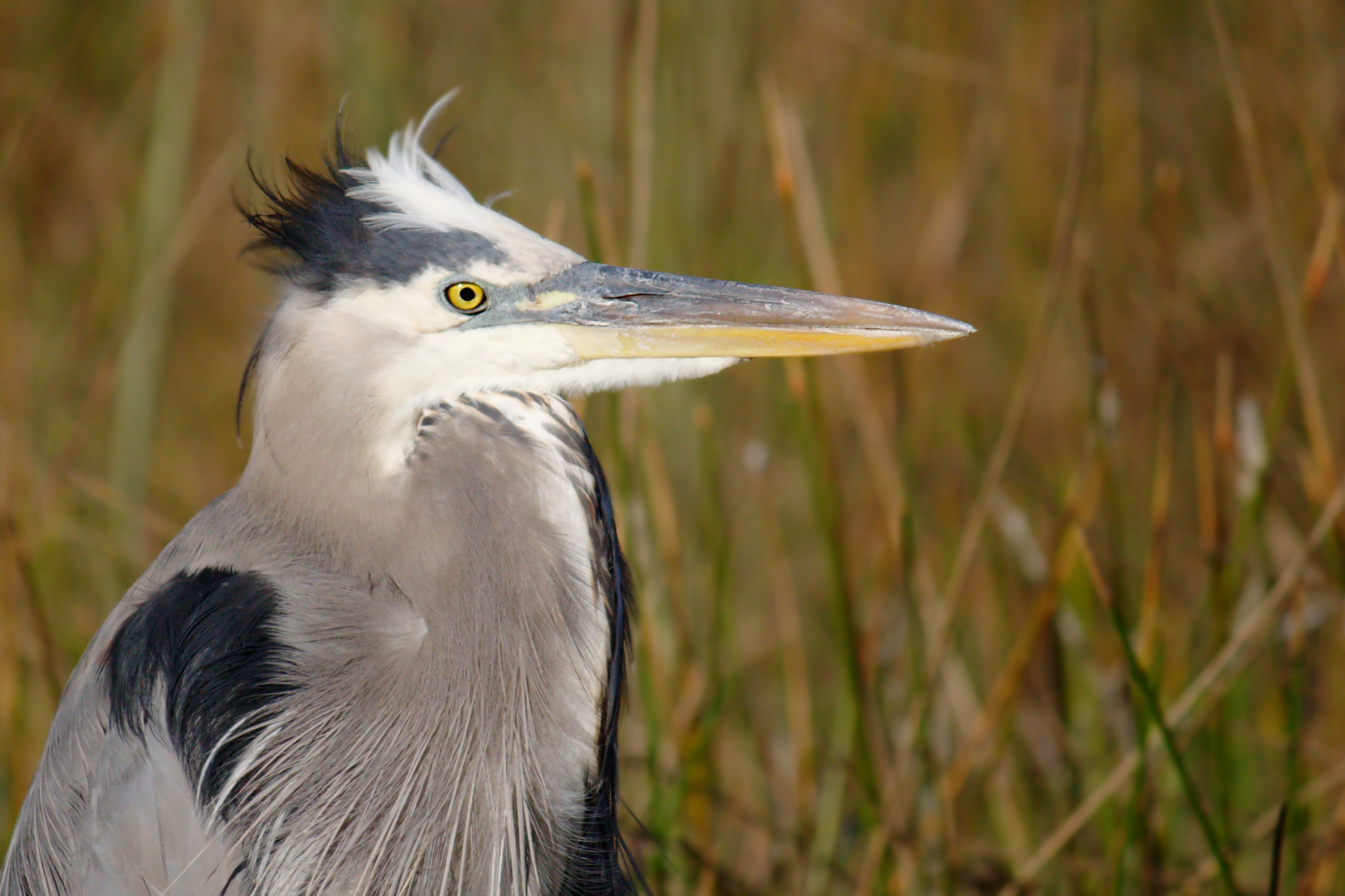
Un bernat americà al llarg del camí d'Anhinga

Les praderies de margues d'aigua dolça són semblants a les margues, però no tenen el moviment lent de les aigües superficials; en canvi, l'aigua es filtra a través d'un fang calcitic anomenat marga. Les algues i altres organismes microscòpics formen el perífiton, que s'uneix a la pedra calcària. Quan s'asseca es converteix en un fang gris. El cladium i altres plantes aquàtiques creixen més curtes a la marga d'aigua dolça que no pas a la torba, l'altre tipus de sòl dels Everglades que es troba on l'aigua roman present durant més temps durant tot l'any. Les praderies de marga solen estar sota l'aigua de tres a set mesos a l'any, mentre que les margues poden romandre submergides durant més de nou mesos i de vegades romanen sota l'aigua d'un any a l'altre. Altres herbes, com ara l'herba muhly (Muhlenbergia sericea) i les plantes aquàtiques de fulla ampla es poden trobar a les prades de marga. Els animals que viuen a les margues d'aigua dolça també habiten les prades de marga. Les prades de marga poden assecar-se en algunes parts de l'any; els caimans tenen un paper vital en el manteniment de la vida a les parts remotes dels Everglades en excavar al fang durant l'estació seca, creant basses d'aigua on els peixos i els amfibis sobreviuen d'un any a l'altre. Els forats dels caimans també atrauen altres animals que es congreguen per alimentar-se de preses més petites. Quan la regió torna a inundar-se durant l'estació humida, els peixos i els amfibis que es mantenien als forats dels caimans repoblen les prades de margues d'aigua dolça.

### Hammocks de fusta dura tropical
Els hammocks solen ser l'única terra seca del parc. S'eleven uns quants centímetres per sobre del riu cobert d'herba i estan dominats per una vida vegetal diversa que consisteix en arbres subtropicals i tropicals, com els grans roures vius del sud (Quercus virginiana). Els arbres sovint formen copes sota les quals els animals prosperen entre arbustos de cafè salvatge (Psychotria), anyil blanc (Randia aculeata), fusta verinosa (Metopium toxiferum) i palma serra (Serenoa repens). El parc compta amb milers d'aquestes illes d'arbres, que sovint formen una llàgrima quan es veuen des de dalt (vegeu el mapa del parc) a causa de l'aigua que s'hi mou lentament al seu voltant, però també es poden trobar a pinedes i manglars. Els arbres dels Everglades, inclòs el tamarind salvatge (Lysiloma latisiliquum) i el gumbo-limbo (Bursera simaruba), rarament creixen més de 15 m a causa del vent, el foc i el clima.

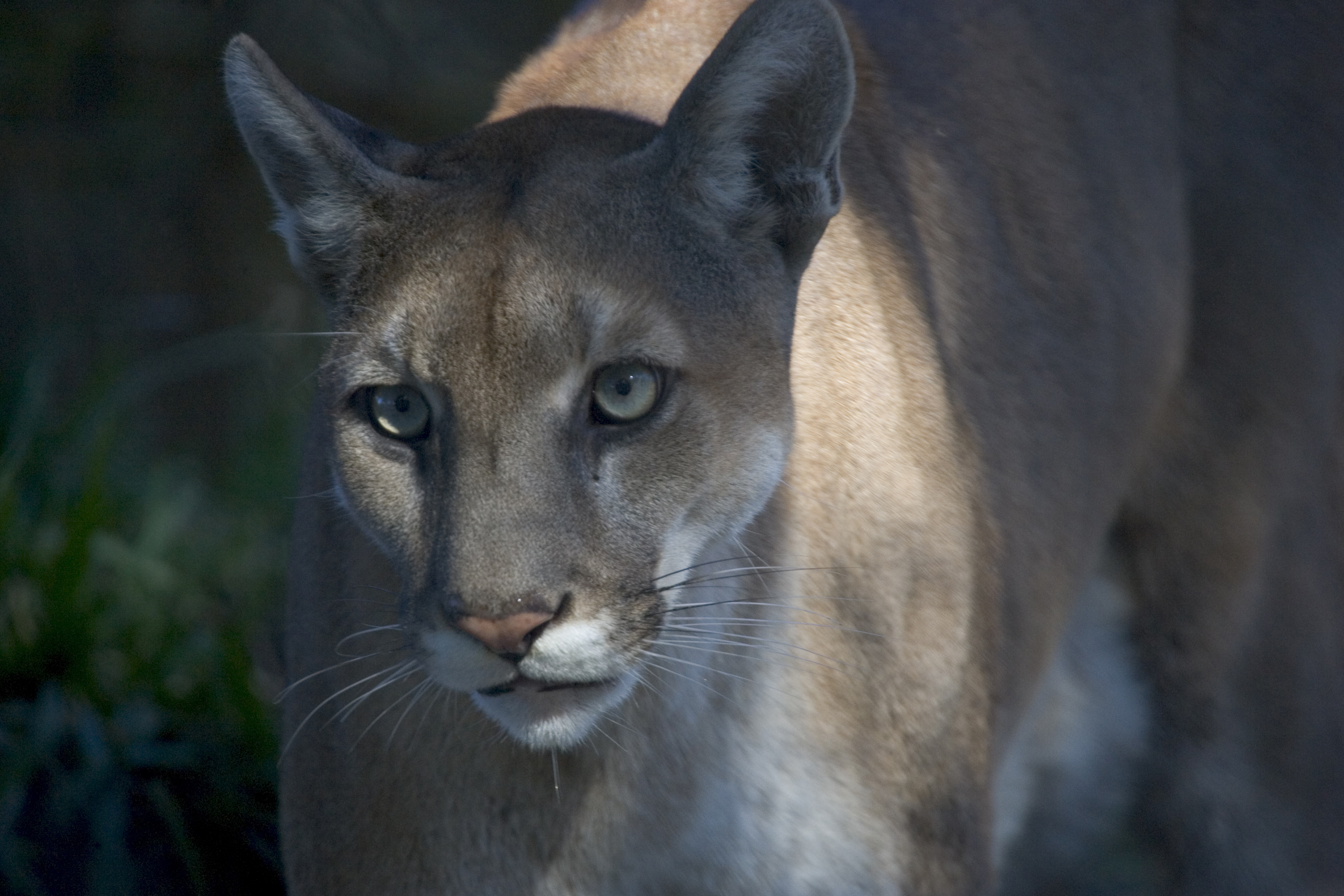
Uns 160 pumes de Florida habiten en hammocks i pinars dels Everglades.

El creixement de les plantes al voltant de la base del hammock és gairebé impenetrable; sota les hammocks hi ha un hàbitat ideal per als animals. Els rèptils (com diverses espècies de serps) i els amfibis (com la granota verda americana, Hyla cinerea), viuen a els hammocks de fusta dura. Ocells com els gamarussos ratllats (Strix varia), els picots, els cardenals vermells (Cardinalis cardinalis) i les àguiles calbades del sud (Haliaeetus leucocephalus leucocephalus) nien als arbres de hammock. Les espècies de mamífers que viuen als hammocks de fusta dura són ossos negres de Florida (Ursus americanus floridanus), guineus roges (Vulpes vulpes), visons (Neogale vison), conills palustres (Sylvilagus palustris), guineus grises (Urocyon cinereoargenteus), cérvols de Virgínia (Odocoileus virginianus).), i el rar puma nord-americà (Puma concolor couguar) en perill crític d'extinció.

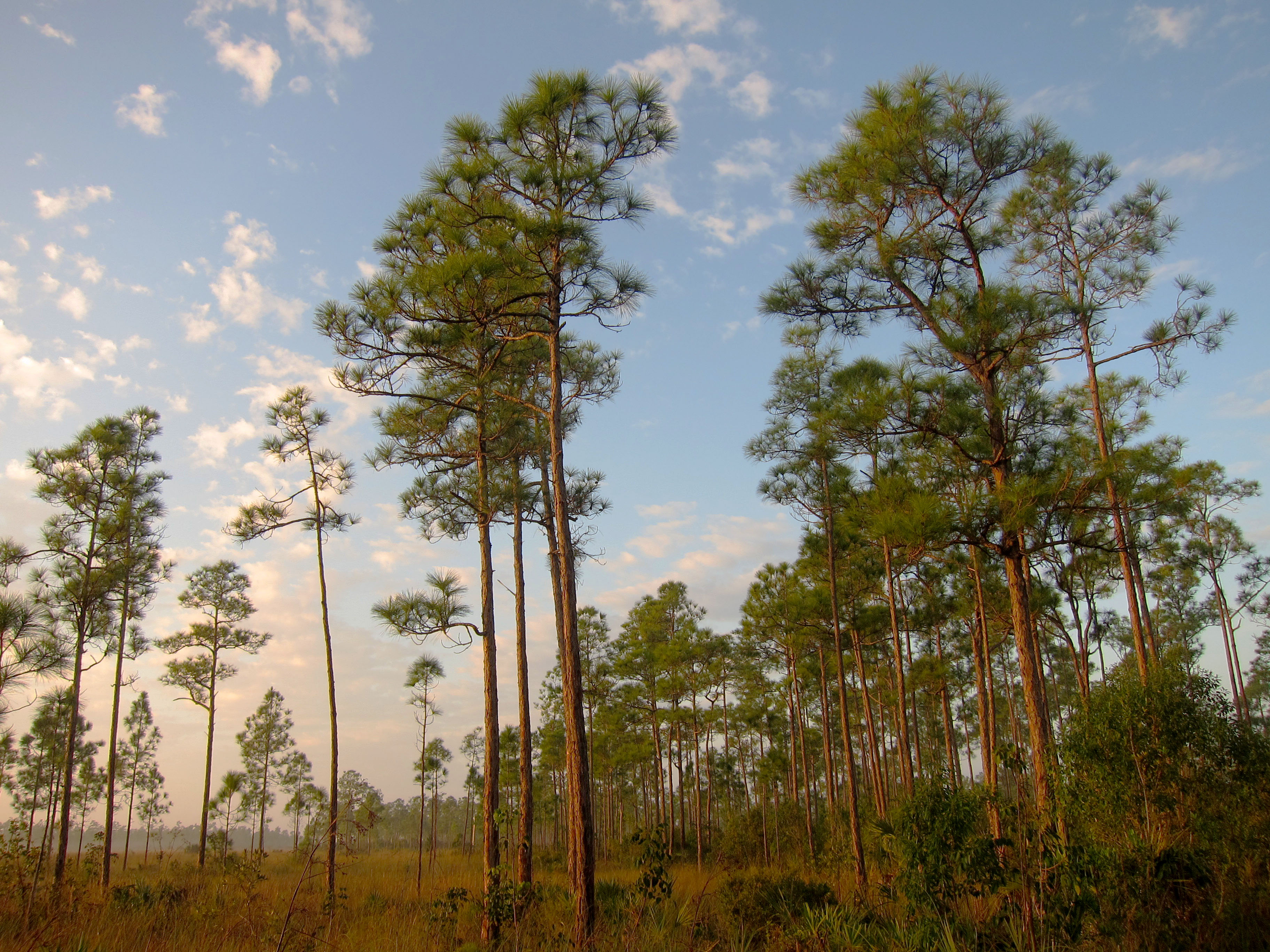
Sortida del sol a les roques de pins a Long Pine Key Nature Trail

Els de boscos de pins cobrien el Comtat de Miami-Dade el 752 km², però la major part va ser collida per la indústria de la fusta. Els ecosistemes de pinedes es caracteritzen per una marga sorrenca seca i poc profunda sobre un substrat de pedra calcària cobert gairebé exclusivament per pins tallats (Pinus elliottii var. densa). Els arbres d'aquest ecosistema creixen en dolines, on la pedra calcària suau s'ha desgastat i s'ha omplert de terra, permetent que les plantes se n'apoderin. Les pinedes requereixen un manteniment regular per foc per garantir la seva existència. Els pins de tall del sud de Florida estan adaptats de manera única per promoure el foc deixant caure una gran quantitat d'agulles de pi seques i vessar l'escorça seca. Les pinyes requereixen la calor dels focs per obrir-se, cosa que permet que les llavors es dispersin i s'empoderin. Els troncs i les arrels dels pins talls són resistents al foc. Les cremades prescrites en aquestes zones tenen lloc cada tres o set anys; sense incendis regulars, els arbres de fusta dura comencen a créixer en aquesta regió i les pinedes es tornen a catalogar com a boscos pantanosos mixts. La majoria de les plantes de la zona floreixen unes 16 setmanes després d'un incendi. Gairebé totes les pinedes tenen un sotabosc d'arbusts de palmeres i una coberta diversa d'herbes silvestres.
Les terres rocoses de pins es consideren un dels hàbitats més amenaçats de Florida; hi ha menys de 16,2 km² de pineda fora del parc. Dins del parc, 81 km² de pineda estan protegits. Una varietat d'espècies animals satisfan les seves necessitats d'alimentació, refugi, nidificació i adobadament a les terres rocoses de pins. A les pinedes s'hi troben habitualment els picot, les pradenques orientals (Sturnella magna), els botxins americans (Lanius ludovicianus), els grapes i els mims políglotes (Mimus polyglottos). Els óssos negres i les panteres de Florida també viuen en aquest hàbitat.

### Xiprer i manglar

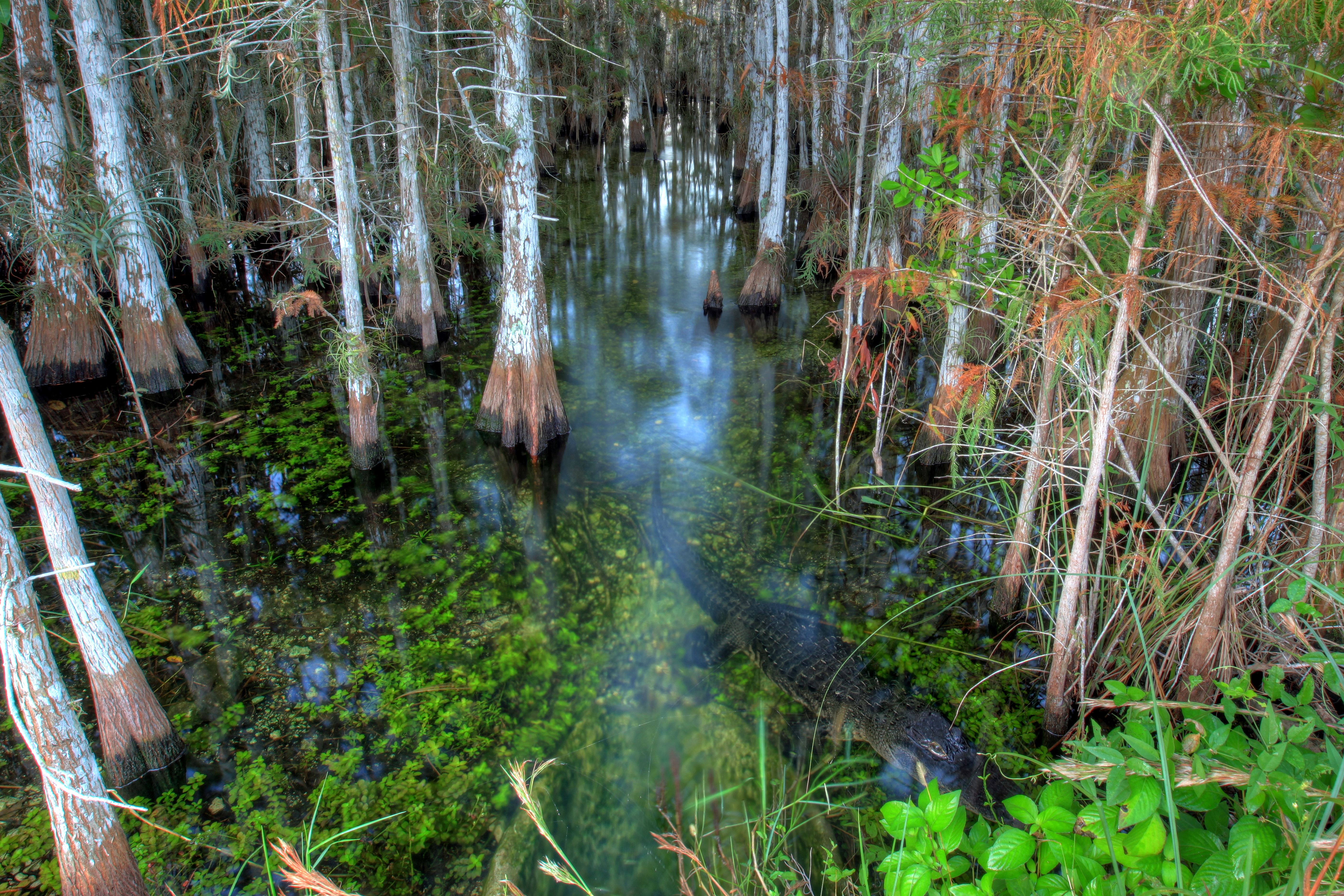
Caiman en una cúpula de xiprer

Els xiprers són coníferes que estan adaptades per viure en aigua dolça estancada. Creixen en estructures compactes anomenades cúpules de xiprer i en llargs fils sobre pedra calcària. Els nivells d'aigua poden fluctuar de manera espectacular al voltant de les cúpules i els fils de xiprer, de manera que els xiprers desenvolupen genolls que sobresurten de l'aigua a nivells alts per proporcionar oxigen als sistemes radiculars. Els xiprers nans creixen en zones més seques i amb sòls més pobres. A les branques i troncs dels xiprers creixen epífites, com les bromeliàcies, la molsa espanyola (Tillandsia usneoides), les orquídies i les falgueres. El parc nacional dels Everglades inclou vint-i-cinc espècies d'orquídies. Els xiprers alts ofereixen unes zones de nidificació excel·lents per a ocells, com ara el gall dindi salvatge (Meleagris gallopavo), ibis, garses, garcetes, anhingues (Anhinga anhinga) i l'alció gegant nord-americà (Megaceryle alcyon). Els mamífers de les regions de xiprer són els cérvols de cua blanca, esquirols, óssos rentadors, Opòssum de Virgínia, mofetes, conills de pantà, llúdrigues del Canadà (Lontra canadensis) i linxs, així com petits rosegadors.
Els manglars cobreixen les costes del sud de Florida, de vegades creixent cap a l'interior depenent de la quantitat d'aigua salada present als ecosistemes dels Everglades. Durant els anys més secs quan menys aigua dolça flueix a la costa, els manglars apareixeran entre les plantes d'aigua dolça. Quan la pluja és abundant, es poden trobar cladiums i altres plantes d'aigua dolça més a prop de la costa. Als Everglades es poden trobar tres espècies de manglars: vermells (Mangle vermell), negres (Avicennia germinans) i blancs (Laguncularia). Amb una alta tolerància a l'aigua salada, els vents, les marees extremes, les altes temperatures i els sòls fangosos, els manglars s'han adaptat de manera única a condicions extremes. Funcionen com a viver de moltes espècies marines i d'ocells. També són la primera defensa de Florida contra les forces destructives dels huracans, absorbint les aigües de les inundacions i evitant l'erosió costanera. El sistema de manglars del Parc Nacional dels Everglades és el sistema continu de manglars més gran del món.

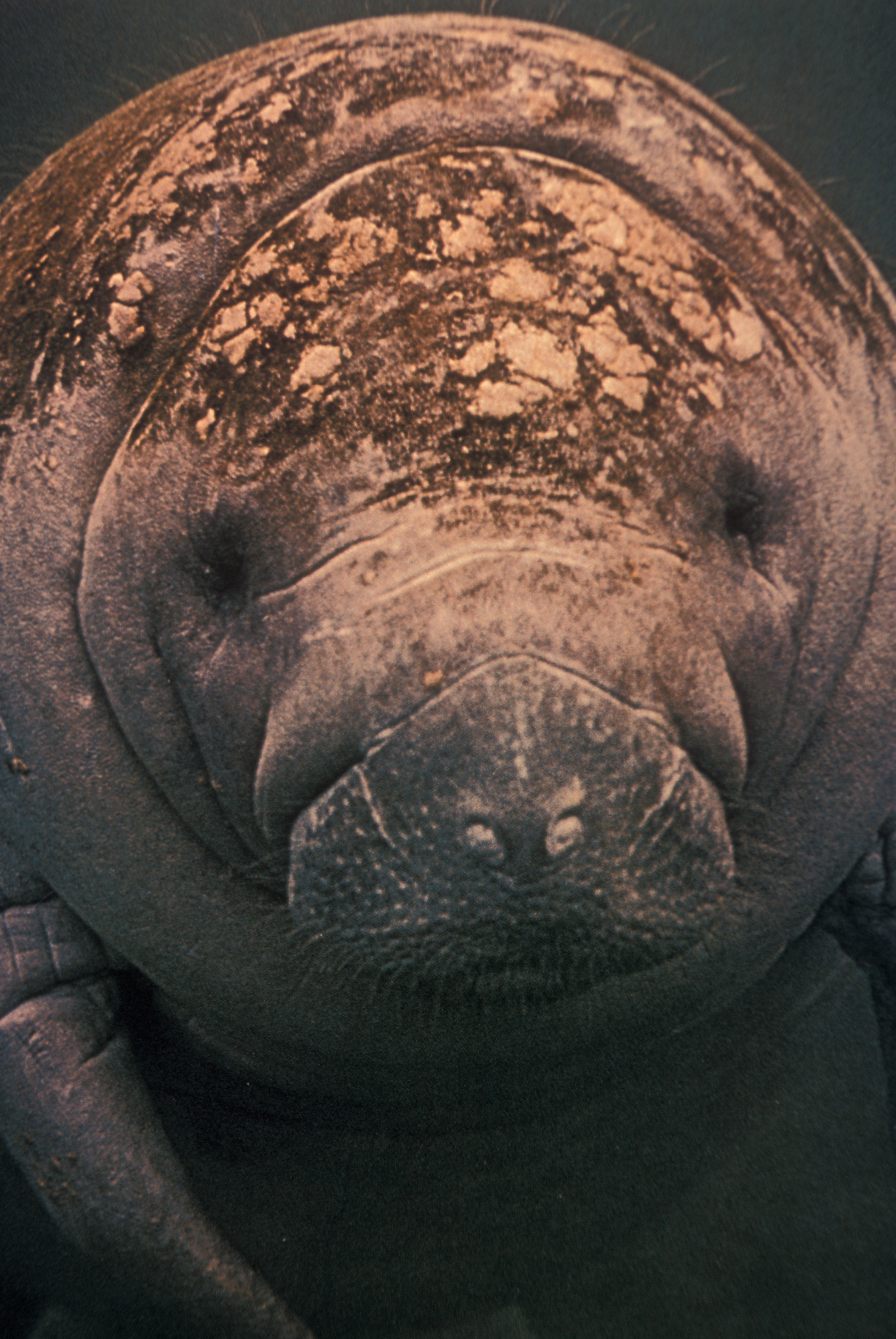
Els manatís habiten en aigües poc profundes al voltant dels manglars.

Dins dels sistemes de manglars de Florida hi viuen 220 espècies de peixos, i una varietat de crancs, crancs de riu, gambes, mol·luscs i altres invertebrats, que serveixen com a font principal d'aliment per a moltes aus. Desenes d'espècies d'ocells utilitzen els manglars com a vivers i magatzems d'aliments, com ara pelicans, podicipediformes, Martinet tricolor (Egretta tricolor), gavines, estèrnids, falcons i estels i aus arborícoles com els cucuts de manglars (Coccyzus minor), bosqueroles grogues (Dendroica petechia), i coloms de corona blanca (Patagioenas leucocephala). Els manglars també en donen suport a 24 espècies d'amfibis i rèptils, i 18 espècies de mamífers, com ara la tortuga verda en perill d'extinció (Chelonia mydas), la tortuga carei (Eretmochelys imbricata) i el manatí de les Índies Occidentals (Trichechus manatus).

### Terres baixes costaneres
Les terres baixes costaneres, o prades humides, són pantans d'aigua salada que absorbeixen aigua marina quan arriba o aigua dolça quan les pluges són abundants. Les inundacions es produeixen durant els huracans i les tempestes tropicals quan l'aigua de l'oceà pot pujar uns quants metres sobre la terra. Les estacions humides intenses també provoquen inundacions quan la pluja del nord flueix als Everglades. Pocs arbres poden sobreviure en les condicions d'aquesta regió, però les plantes suculentes com el batis i els salicorns toleren la sal, l'aigua salobre i les condicions del desert. La vida animal en aquesta zona depèn de la quantitat d'aigua present, però els animals que es troben habitualment són el pardal marí de Cap Sable (Ammodramus maritimus mirabilis), el caragoler comú (Rostrhamus sociabilis), el tàntal americà (Mycteria americana), la serp anyil oriental (Drymarchon couperi), i petits mamífers com rates, ratolins i conills.

### Marí i estuari

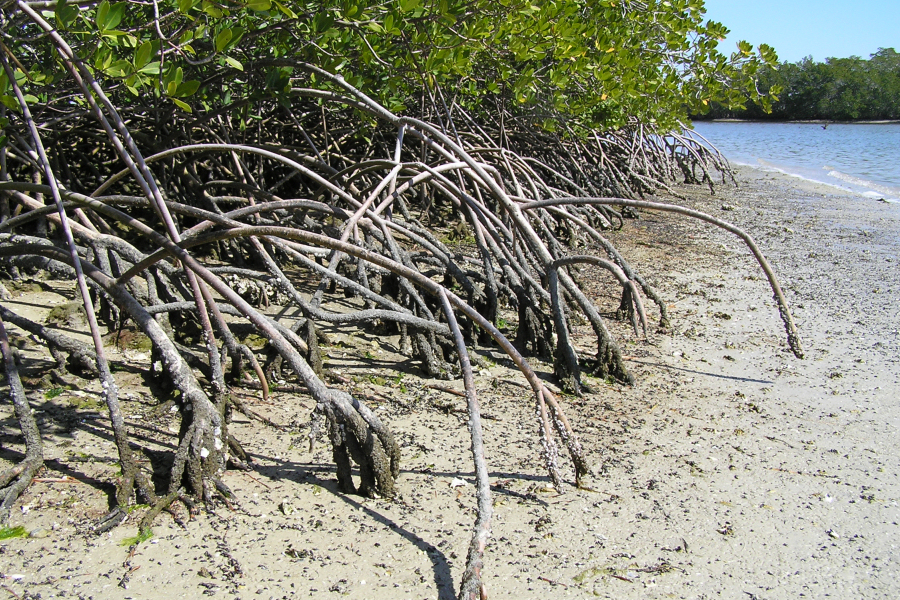
Els manglars redueixen l'erosió costanera i protegeixen la vida salvatge.

La massa d'aigua més gran del parc és la badia de Florida, que s'estén des dels manglars de l'extrem sud del continent fins als Keys de Florida. Més de 2.100 km² d'ecosistema marí es troba en aquesta serralada. El corall, les esponges i les herbes marines serveixen com a refugi i aliment per als crustacis i mol·luscs, que al seu torn són la font principal d'aliment per als animals marins més grans. Els taurons, les raies i les barracudes també viuen en aquest ecosistema. Els pelicans, els ocells limícoles, els xatracs i els skimmers negres (Rynchops niger) es troben entre les aus que freqüenten les costes del parc. La badia també té la seva pròpia població resident de dofí mular (Tursiops truncatus).
Les nombroses conques de la badia estan trencades per bancs de sorra que serveixen d'abundants caladors de pesca recreativa per a robol (Centropomus undecimalis), corball ocel·lat (Sciaenops ocellatus), Cynoscion nebulosus, Megalops atlanticus, peix d'os (albula vulpes) Trachinotus falcatus, així com el lutjanus campechanus, el lepomis macrochirus i el llobarro. Els ocells limícoles com el becplaner rosat (Platalea ajaja), el martinet rogenc (Egretta rufescens) i el bernat americà (Ardea herodias occidentalis) tenen subpoblacions úniques que estan en gran part restringides a la badia de Florida. Altres espècies d'ocells són el pigarg americà, el el corb marí i l'àguila peixatera. Els mamífers al llarg de la costa són l'os rentador, opòssums, linx roig i esquirol de Bryant.